# Ślizgawka w Łazienkach

Animacja zrobiona z zachowanych kadrów filmu

Ślizgawka w Łazienkach (lub Na ślizgawce) – prawdopodobnie pierwszy film w historii polskiej kinematografii, nakręcony przez Kazimierza Prószyńskiego w Warszawie w okresie między 1894 a 1896. Film ukazuje łyżwiarzy na ślizgawce Warszawskiego Towarzystwa Łyżwiarskiego.

## Historia
Data powstania filmu nie jest dokładnie ustalona. Film nie zachował się do dzisiejszych czasów. Został zniszczony bądź zaginął. Zachowały się natomiast opisy z prasy polskiej dokumentujące pierwsze pokazy filmowe w Polsce jakie organizował Kazimierz Prószyński oraz cztery klatki filmowe reprodukowane w warszawskiej prasie.
Film powstał prawdopodobnie pomiędzy rokiem 1894 a 1896, na co wskazuje sześć otworów perforacji pomiędzy klatkami a nie jak to później się przyjęło wzdłuż filmu. Była to cecha charakterystyczna dla filmów wykonywanych przez Prószyńskiego pierwszą wersją aparatu kinematograficznego o nazwie pleograf. Prószyński dokonywał w nim szeregu ulepszeń oraz poważnych zmian konstrukcyjnych. W 1896 roku zmodernizował pleograf dostosowując go do światowych standardów.
Format klatek również był niestandardowy. Liczył on 45×38 mm i był większy od później stosowanych w filmie.